# Agave hurteri
Agave hurteri ist eine Pflanzenart aus der Gattung der Agaven (Agave).

## Beschreibung

### Vegetative Merkmale
Agave hurteri wächst mit einem kurzen, dicken Stamm und einzelnen, ziemlich offenen Rosetten mit einer Länge von 1 bis 1,8 Metern und einer Breite von 2 bis 3 Metern. Ihre zahlreichen, hellglauken bis hellgrünen und gelbgrünen, lanzettlichen, auswärts gebogenen bis aufsteigenden Laubblätter sind spitz zulaufend. Sie sind in oder oberhalb ihrer Mitte am breitesten. Die Blattoberseite ist flach bis leicht rinnig und leicht rau. Die Unterseite ist stärker aufgeraut. Die Blattspreite ist in der Regel 70 bis 130 Zentimeter lang und 15 bis 22 Zentimeter breit. Der Blattrand ist mehr oder weniger gerade. An ihm befinden sich 3 bis 8 Millimeter lange Randzähne, die 10 bis 30 Millimeter voneinander entfernt stehen. Selten sind sie kleiner und stehen enger beisammen oder der Blattrand weist fast keine Randzähne auf. Die dunkelbraunen Randzähne sind gerade bis gebogen. Der dunkelbraune bis gräulich braune, pfriemliche Enddorn ist an seiner Basis verbreitert und auf seiner Oberseite gefurcht. Er ist 40 bis 60 Millimeter lang.

### Blütenstände und Blüten
Der kräftige, schmale, „rispige“ Blütenstand erreicht eine Länge von 5 bis 7 Meter. Die gerundeten Teilblütenstände sind 30 bis 45 Zentimeter lang und befinden sich in den oberen zwei Dritteln des Blütenstandes. Die Blüten sind 55 bis 85 Millimeter lang. Ihre Perigonblätter sind grünlich gelb bis purpurfarben überhaucht. Die Zipfel sind ungleich. Die äußeren sind 16 bis 28 Millimeter lang. Die trichterförmige bis kantig-zylindrische Blütenröhre weist eine Länge von 9 bis 15 Millimeter auf. Der zylindrische Fruchtknoten ist 30 bis 45 Millimeter lang.

## Systematik und Verbreitung
Agave hurteri ist im Nordwesten von Guatemala in den Bergen der Kiefern-Eichenwald-Zone in Höhen von 1800 bis 3300 Metern verbreitet.
Die Erstbeschreibung durch William Trelease wurde 1915 veröffentlicht.

## Nachweise